# Oxymeris senegalensis
Oxymeris senegalensis é uma espécie de gastrópode do gênero Oxymeris, pertencente a família Terebridae.